# Theodor Meron

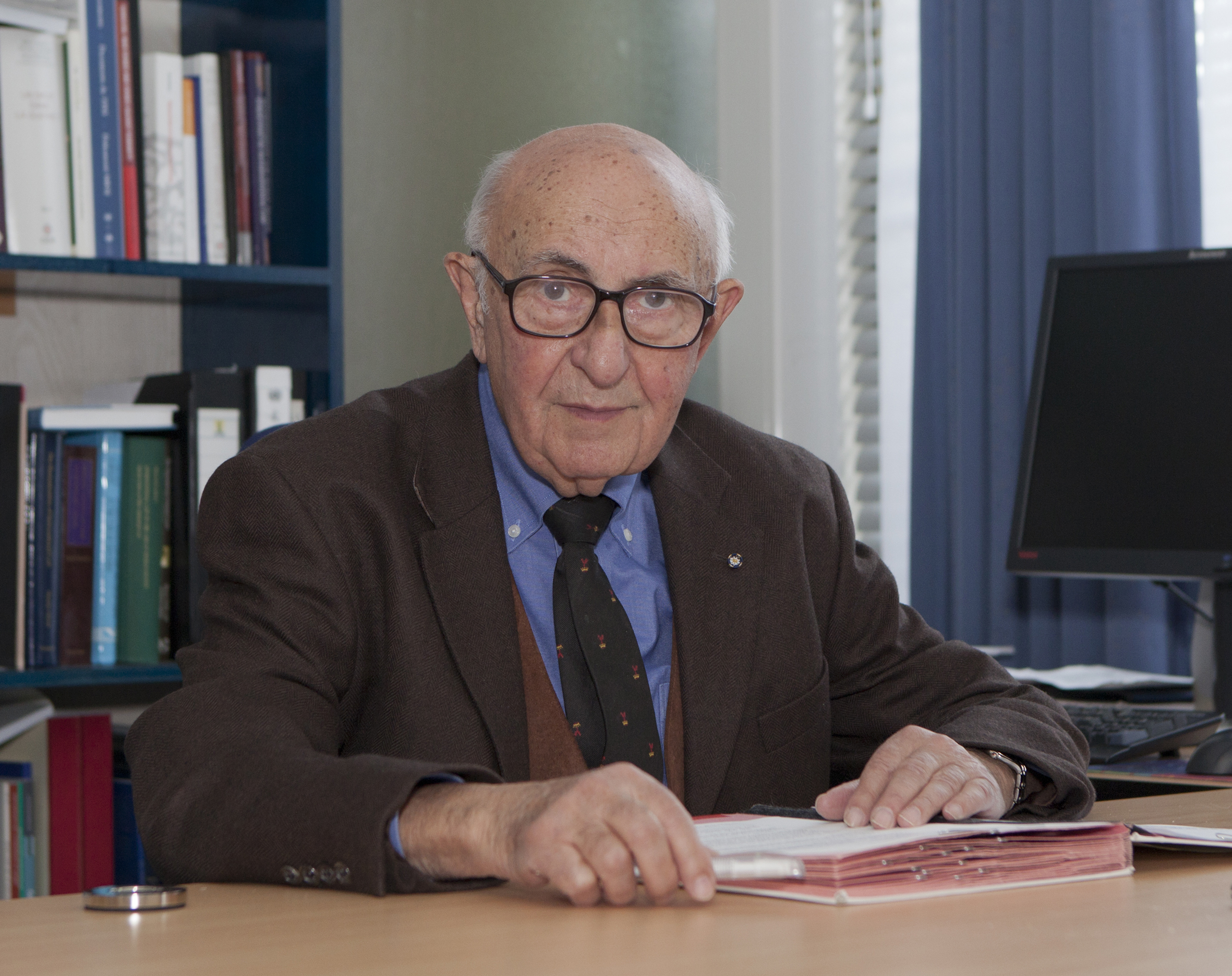
Theodor Meron (2011)

Theodor Meron (* 28. April 1930 in Kalisz, Polen) ist ein israelisch-amerikanischer Völkerrechtsexperte und Richter. Er ist ehemaliger Präsident des Internationalen Strafgerichtshofes für das ehemalige Jugoslawien und war von 2012 bis Januar 2019 Präsident des Internationalen Residualmechanismus für die Ad-hoc-Strafgerichtshöfe (MICT) des Sicherheitsrates der Vereinten Nationen.

## Leben
Theodor Meron kam als Sohn einer mittelständischen jüdisch-polnischen Familie in der zentralpolnischen Kleinstadt Kalisz zur Welt, deren jüdische Gemeinde auf das zwölfte Jahrhundert zurückgehende Wurzeln hatte. Als einer von wenigen der rund 20.000 jüdischen Bewohner überlebte er den Holocaust, im Gegensatz zu seiner Mutter und zahlreichen Verwandten. 1945 kam er als Flüchtling nach Palästina. Er studierte an der Hebräischen Universität von Jerusalem, an der Harvard University und an der Universität Cambridge.
In Israel war er im diplomatischen Dienst tätig, darunter von 1961 bis 1967 in der Vertretung bei den Vereinten Nationen in New York, anschließend als Rechtsberater des Außenministeriums. 1968 fertigte er ein Gutachten an in welchem er die Sprengung von Häusern in den besetzten Palästinensischen Gebieten, und die Deportation der Bevölkerung vom Westjordanland nach Jordanien als für nicht im Einklang mit der vierten Genfer Konvention ansah. Von 1971 bis 1975 war Meron als Botschafter in Kanada tätig sowie anschließend bei den Vereinten Nationen in Genf.
1978 wanderte er von Israel in die USA aus und erwarb später die US-amerikanische Staatsangehörigkeit. Seit 1977 war er als Professor für Völkerrecht tätig und war von 1994 bis zu seiner Emeritierung 2006 Lehrstuhlinhaber an der juristischen Fakultät der New York University. 2000–2001 war er als völkerrechtlicher Berater des US-Außenministeriums tätig.
Er war von März 2003 bis November 2005 sowie von November 2011 bis November 2015 Präsident des Internationalen Strafgerichtshofes für das ehemalige Jugoslawien. Im Dezember 2011 erfolgte außerdem seine Wahl zum Richter des Internationalen Residualmechanismus für die Ad-hoc-Strafgerichtshöfe (MICT), der ab Juli 2012 als Nachfolgeinstitution der Ad-hoc-Strafgerichtshöfe für das ehemalige Jugoslawien und für Ruanda fungiert. Darüber hinaus wurde er 2012 zum ersten Präsidenten des MICT ernannt. Im März 2016 wurde er in der Funktion für weitere zwei Jahre (bis Juni 2018) bestätigt.
Beim Internationalen Strafgerichtshof (IStGH) gehörte Meron einem Expertengremium an, das dem Chefankläger des IStGH, Karim Ahmad Khan, im Jahr 2024 empfahl, aufgrund des Verdachts auf Kriegsverbrechen und Verbrechen gegen die Menschlichkeit im Krieg in Israel und Gaza, Haftbefehle gegen den israelischen Premierminister Benjamin Netanyahu, den israelischen Verteidigungsminister Joaw Galant und gegen drei Anführer der Hamas (Yahya Sinwar, Mohammed Deif, Ismail Haniyya) zu beantragen.

## Veröffentlichungen
- Investment Insurance in International Law. Oceana-Sijthoff, 1976.
- The United Nations Secretariat. Lexington Books, 1977.
- Human Rights in International Law. Oxford University Press, 1984.
- Human Rights Law-Making in the United Nations. Oxford University Press, 1986.
- Human Rights in Internal Strife: Their International Protection. Grotius Publications, 1987.
- Human Rights and Humanitarian Norms as Customary Law. Oxford University Press, 1989.
- Henry’s Wars and Shakespeare’s Laws. Oxford University Press, 1993.
- Bloody Constraint: War and Chivalry in Shakespeare. Oxford University Press, 1998.
- War Crimes Law Comes of Age: Essays. Oxford University Press, 1998.
- International Law In the Age of Human Rights. Martinus Nijhoff, 2004.
- The Humanization of International Law. Martinus Nijhoff, 2006.
- The Making of International Criminal Justice: The View from the Bench: Selected Speeches. Oxford University Press, 2011.

## Auszeichnungen
Meron erhielt 1987 ein ASIL Certificate of Merit (Verdiensturkunde) von der Amerikanischen Gesellschaft für internationales Recht für sein ein Jahr zuvor erschienenes Werk Human Rights Law Making in the United Nations sowie 2006 die Manley-O.-Hudson-Medaille für herausragende Verdienste im Bereich des Völkerrechts. 2009 wurde er in die American Academy of Arts and Sciences gewählt.

## Kritik und Vorwürfe
Meron war durch sein Gerichtspräsidentenamt der Mächtigste unter den 18 Richtern des UN-Tribunals in Den Haag. Sein dänischer Richterkollege Frederik Harhoff warf ihm im Juni 2013 vor, hinter einer Serie von überraschenden Freisprüchen für mutmaßliche Balkan-Kriegsverbrecher steckten mächtige politische Interessen und machte dafür Gerichtspräsident Meron verantwortlich. Der hatte in der Richterschaft eine juristische Kurskorrektur durchgesetzt, hin zu mehr Vorsicht im Umgang mit lückenhaften Beweisketten. Meron verhindere Urteile gegen mutmaßliche Kriegsverbrecher wie den kroatischen General Ante Gotovina; Offizielle aus den USA und Israel hätten Druck ausgeübt.